# Samá
Samá es un poblado perteneciente al municipio de Banes, provincia de Holguín. Se encuentra en la carretera que une al Polo Turístico de la playa Guardalavaca con la ciudad de Banes. Es de aclarar que no es lo mismo Samá que Boca de Samá, son dos lugares distintos. Boca de Samá está a la entrada de la Bahía de Samá y ambos lugares están distantes uno de otro a 8 kilómetros por carretera.

## Historia

De lo restos arqueológicos encontrados en Cuba del grupo aborigen nombrados subtaínos que habitaron a Cuba pertenecen grandes hallazgos a lo que hoy es conocido por la región de Banes. Esos grupos humanos poblaron toda esta región donde incluye hoy a Samá.

### Etapa Colonial
Cuando la conquista española Samá fue unos de los primeros lugares de esa región donde hubo asentamiento de europeos peninsulares. Dícese que uno de los primeros pobladores de Samá después de la llegada de los españoles fueron los hermanos Riverón, Antonio, Martín y Juan Perfecto, los cuales vinieron de Camagüey, y de los cuales también son oriundo los que hoy viven.

### Etapa Neocolonial
Comprendíase por Samá los barrios de Retrete (Banes), Samá, La Vega de Samá, Cañadón (Banes), Boca de Samá y Yaguajay de Banes, discutiéndose entre Cañadón y Samá la capital de dichos barrios.
En tiempos remotos dedicábanse a la crianza de cerdo. Dícese que por aquellos tiempos afluían al puerto Samá algunos barcos piratas, los que venían a robar ganados y cerdos. Por eso se le llama al Embarcadero de Ronda, Ronda, pues es donde los vecinos tenían una guardia permanente para avisar el arribo de dichos barcos a los demás vecinos. Se dice también que el nombre de la playa Guardalavaca se debe también a que tenían que guardar las vacas porque esos mismos piratas se las llevaran.
Una ocasión uno de esos barcos cogió prisionero a Martín Riverón, llevándoselo consigo, y después de estar a considerable distancia  fue tirado al agua, habiendo salido a nado a una playita entre el puerto de Samá y Río Seco, por cuyo motivo se conoce dicha playita con el nombre de “Playa de Riverón”.
La primera bodega que existió por estos lugares fue puesta en Retrete y su propietario lo fue un tal Gutiérrez. Más tarde y con la idea de fomentar la siembra de tabacos, se estableció en Samá un tal Venero, habiendo fomentado una buena producción de tabacos. En esa época, mucho antes dela Guerra de 1868, vino joven para dependiente del almacén de Venero Don Manuel Da Silva, que llegó a ser uno de los más ricos comerciantes de Gibara.
Las principales diversiones de aquellos tiempos consistían en el típico baile que se daba en casa de Venero y corridas de caballos en el llano de la Loma de la Uvilla.
Cuando surgió la Guerra de 1868 todos los vecinos fueron reconcentrados a La Vega y Cañadón, que fortificaron habiendo venido del Comandante Militar Don Juan de la Fuente, siendo capitán de voluntarios Don Andrés Ricardo.
Terminada la Guerra del 68 cada cual volvió para su lugar, dedicándose a la siembra de tabaco y la crianza hasta el año 1888 que se emplazaron a hacer experimentos para la siembra de bananos Johnson, las que dieron resultados satisfactorios, habiéndose generalizado en poco tiempo. La primera Compañía que vino a sembrar plátano fruta giraba bajo la razón social de Bonell, Monés y Ruiz. Las siembras se extendieron en Yaguajay, donde se encontraban las más famosas colonias, tanto por el buen banano que producían, como por su gran tamaño; de Casa Nueva, Sainz y Don Felipe Fuentes. En Cañadón, Juan José Riverón; Vicente Dorado en la Juba; en La Vega, los Figueiras, y en Samá Palomino y Llanos.